# ۲۵ (قمری)
۲۵ (قمری)، بیست و پنجمین سال در گاهشماری هجری قمری است. اول محرم این سال برابر با سی و یکم اکتبر سال ۶۴۵ میلادی است.

## رویدادها
- ۱۱ ذی الحجه  ، نوشته شدن دعای صباح توسط علی بن ابیطالب

## زادگان
- یزید بن معاویه : دومین خلیفه از خلفای اموی.

## وابسته
- یزید